# Яр Чахів
Яр Чахів (рос. Яр Чахов; б. Чехов Яр) — балка (річка) в Росії й Україні у Грайворонському та Охтирському районах Бєлгородської й Сумської областей. Права притока річки Братениці (басейн Дніпра).

## Опис
Довжина балки приблизно 4,02 км, найкоротша відстань між витоком і гирлом — 3,44 км, коефіцієнт звивистості річки — 1,17. Формується декількома балками та загатами. На деяких ділянках балка пересихає.

## Розташування
Бере початок на північно-західній стороні від села Братениця. Тече переважно на північний захід і в селі Дмитрівка впадає в річку Братеницю, ліву притоку річки Ворскли.

## Цікаві факти
- У XX столітті на балці існували газгольдер та декілька газових свердловин[2].